# 美流渡站

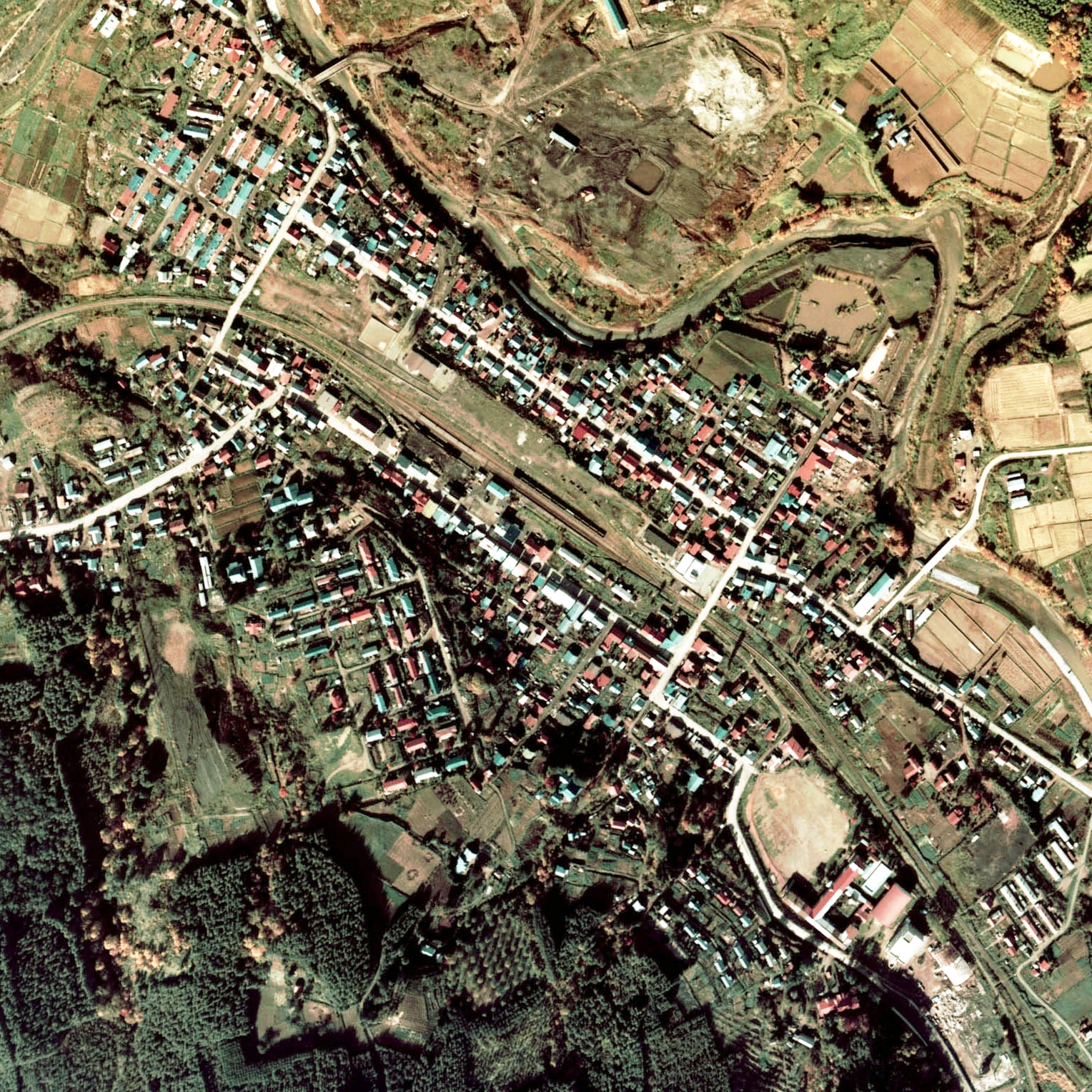
1976年的美流渡站與方圓1公里範圍。左邊是志文站方向。在右下方設有路軌分支，直線路軌是前往萬字炭山方向，彎曲路軌為美流渡煤礦專用鐵道（當時已停用）。

美流渡站（日语：／ Miruto eki */?）是位於北海道岩見澤市栗澤町美流渡本町 ，日本國有鐵道（國鐵）的萬字線車站（廢站）。隨著萬字線全線廢線，車站在1985年（昭和60年）4月1日廢除。

## 歷史
- 1914年（大正3年）11月11日 - 國有鐵道萬字輕便線志文站至萬字炭山站之間開通，此站啟用[1]。當時為一般車站。
- 1920年（大正9年）12月26日 - 北海道炭礦汽船（後來成為北星炭礦的公司）美流渡礦專用鐵道開始運輸。
- 1922年（大正11年）9月2日 - 路線名稱改為萬字線。
- 1928年（昭和3年）前 - 此站至奈良煤礦（後來為東幌內煤礦）儲煤場之間鋪設了長約1里（約4公里），軌距為762毫米的輕便軌道。使用馬車和機車運送煤炭[2]。
- 1963年（昭和38年）9月 - 車站大樓翻新。
- 1967年（昭和42年）10月16日 - 北星煤礦美流渡礦專用鐵道許廢除。
- 1970年（昭和45年）8月17日 - 除了專用線到發的貨物以外，結束處理其他貨物。
- 1978年（昭和53年）5月1日 - 結束處理貨物。
- 日時不詳[注 1] - 成為業務委託車站。
- 1984年（昭和59年）2月1日 - 結束處理行李。
- 1985年（昭和60年）4月1日 - 萬字線全線廢除，此站也廢除。

## 車站構造
截至車站廢除前，此站是地面車站，設有1面1線的單式月台。月台位於路軌南邊（萬字炭山方向的列車會開啟右邊車門）。此站沒有轉轍器。曾經此站與上志文站一樣，設有千鳥狀2面2線的單式月台，車站後方設有副本線，車站大樓旁邊靠近志文一方設有2條貨物月台和引込線。
此站是業務委託車站。車站大樓位於站內南邊位置，鄰接西邊的月台。
此站附近設有路軌分支，連接上美流渡煤山（美流渡煤山），路線名為北星炭礦美流渡礦專用鐵道。

## 站名的由來
車站名稱取自附近的地名。另外，車站周邊地名在開設當時名為「瀧之上」，由於夕張線（後來名為石勝線）已經設有瀧之上站，因此使用對面岸的地名「美流渡」作為站名。
而地名源自阿伊努語的「シㇽウトㇿオマㇷ゚（sir-utor-oma-p）」，其意思是「山之、間、有、物體〔河流〕）」。另外，在《站名之起源》1939年版中，該地名的派生詞為「ミュルトマップ」。

## 使用狀況
- 在1981年度，1日上下車人次為83人[5]。

## 車站周邊
- 北海道道38號夕張岩見澤線（日语：北海道道38号夕張岩見沢線）
- 岩見澤市政廳（日语：岩見沢市役所）美流渡服務中心
- 美流渡郵局
- 岩見澤市立美流渡小學
- 岩見澤市立美流渡中學

## 巴士路線
在交通中心前設有巴士到發。巴士站名為「美流渡交通中心」。
- 北海道中央巴士（日语：北海道中央バス）
  - 萬字線 岩見沢總站 - Greenland（日语：北海道グリーンランド） - 美流渡交通中心 - 毛陽交流中心
    - 曾經路線可前往至萬字簡易局前（舊萬字站），在2008年4月1日時間表修正後縮短路線。
- 岩見澤市營巴士（舊：栗澤町營巴士）
  - 萬字線 栗澤分所 - 美流渡交通中心 - 美流渡綠町 - 美流渡交通中心 - 毛陽交流中心 - 萬字簡易局前
    - 可免費乘坐。 （页面存档备份，存于）（日語）

## 現況
鐵路相關設施在廢線後撤走了。現時的遺址建設了美流渡交通中心。舊站內設置了站名牌、刻上「美流渡站 站蹟」之石碑和建設了一座公園。站內經過地面平整後，已經看不到昔日的面貌，只遺留了2個平交道警報機和止衝檔作為紀念。

### 萬字線鐵道資料館
在1985年（昭和60年），栗澤町（當時）於美流渡交通中心2樓設置了「萬字線鐵道資料館」。該處展出了鐵路用品和車票等萬字線相關資料和照片。
此外在1985年（昭和60年），岩見澤市在近郊的奈良村落開設了「萬字線鐵道資料館」。該處同時為公民館，展出了再會列車的頭標、鐵路用品、大肚爐和照片等萬字線相關資料。後來由於設施和設備老化，於2021年（令和3年）3月8日暫停開放，7月1日更永久關閉。

## 相鄰車站
日本國有鐵道
萬字線
朝日－美流渡－萬字
北星煤礦
北星煤礦美流渡礦專用鐵道
美流渡－櫻

## 注腳